# کان موکای
کان موکای (انگلیسی: Kan Mukai؛ ۱۶ اکتبر ۱۹۳۷ – ۹ ژوئن ۲۰۰۸) کارگردان فیلم، فیلم‌بردار، تهیه‌کننده فیلم، و فیلم‌نامه‌نویس اهل ژاپن بود.